# Idaea falckii
Idaea falckii là một loài bướm đêm trong họ Geometridae.